# СанПиН
Санитарные (санитарно-эпидемиологические) правила (СП), нормы (СН), правила и нормы (СанПиН), гигиенические нормативы (ГН) — государственные подзаконные нормативные правовые акты с описаниями и требованиями безопасных и безвредных для человека, популяции людей и потомков факторов среды обитания и их оптимальных и безопасных количественных параметров с целью сохранения здоровья и нормальной жизнедеятельности. Направлены на предотвращение распространения и ликвидацию инфекционных, массовых неинфекционных заболеваний и отравлений. Санитарные (гигиенические) правила (нормы) обязательны для соблюдения гражданами, государственными органами, юридическими и должностными лицами независимо от их подчинённости и форм собственности. Строительные нормы и правила, правила охраны труда, ветеринарные правила, фито-санитарные правила и другие нормативные правовые подзаконные акты не должны противоречить санитарным правилам. За нарушения санитарных правил (норм) предусматривается административная и уголовная ответственность.

## В России
Федеральные санитарные (гигиенические) правила (нормы) в России разрабатываются авторами и рецензируются в профильных НИИ и учреждениях Минздрава России и других ведомств на основе научно-исследовательских работ, утверждаются постановлением Главного государственного санитарного врача, проходят юридическую экспертизу в Минюсте России и действуют на всей территории страны. Вступают в действие после официальной публикации. Контроль (надзор) за соблюдением санитарных правил возложен на государственную санитарно-эпидемиологическую службу России (Роспотребнадзор), а также на юридических и должностных лиц в ходе осуществления внутреннего производственного контроля.
Классификация и нумерация санитарных правил (норм) в России (по состоянию на 2018 г.) производится согласно «Руководству Р 1.1.002-96 „Классификация нормативных и методических документов системы государственного санитарно-эпидемиологического нормирования“» (утверждены 14.05.1996 г. Госкомсанэпиднадзором России). Нумерация включает цифры разделённые точками и дефисом: I цифра (однозначное число) — принадлежность к разделу рассматриваемых вопросов в них, II цифра (однозначное число после первой точки) — принадлежность к группе, III цифра (однозначное число после второй точки, может отсутствовать) — принадлежность к подгруппе, IV цифра (многозначное число после второй или третьей точки) перед дефисом — порядковый учётный номер документа, V цифра (двузначное число) после дефиса — последние две цифры года принятия документа. Первые 3 цифры могут иметь два значения (записываются через косую черту) когда в документе рассматриваются вопросы из разных разделов, групп:
- Раздел I. Общие вопросы. Включает следующие группы:

- 1. Общие вопросы
- 2. Гигиена, токсикология, санитария
- 3. Эпидемиология

- Раздел II. Гигиена. Включает следующие группы и подгруппы:

- 1. Коммунальная гигиена: 1. Планировка и застройка населённых мест; 2. Проектирование, строительство и эксплуатация жилых зданий, предприятий коммунально-бытового обслуживания, учреждений образования, культуры, отдыха, спорта; 3. Размещение, устройство, оборудование и эксплуатация медицинских учреждений; 4. Питьевая вода и водоснабжение населённых мест; 5. Водоотведение населённых мест, санитарная охрана водоёмов; 6. Атмосферный воздух, воздух закрытых помещений, санитарная охрана воздуха; 7. Почва, очистка населённых мест, отходы производства и потребления, санитарная охрана почвы; 8. Влияние физических факторов окружающей среды; 9. Товары бытового назначения, полимерные материалы и изделия; 10. Состояние здоровья населения в связи с состоянием окружающей природной среды и условий проживания
- 2. Гигиена труда: 1. Проектирование, строительство, реконструкция и эксплуатация предприятий; 2. Технологические процессы, сырьё, материалы и оборудование, рабочий инструмент; 3. Предприятия отдельных отраслей промышленности, сельского хозяйства, связи; 4. Физические факторы производственной среды; 5. Химические факторы производственной среды; 6. Биологические факторы производственной среды; 7. Физиология труда и эргономика; 8. Требования к средствам коллективной и индивидуальной защиты; 9. Состояние здоровья работающих в связи с состоянием производственной среды
- 3. Гигиена питания: 1. Рациональное питание; 2. Продовольственное сырье и пищевые продукты; 3. Упаковка, оборудование и другие виды продукции, контактирующие с пищевыми продуктами; 4. Технологические процессы, сырьё на предприятиях пищевой и перерабатывающей промышленности; 5. Требования к предприятиям торговли; 6. Предприятия общественного питания; 7. Состояние здоровья населения в связи с состоянием питания
- 4. Гигиена детей и подростков: 1. Детские дошкольные учреждения; 2. Учреждения общего среднего образования; 3. Учреждения начального, среднего профессионального образования; 4. Детские внешкольные учреждения, летние оздоровительные учреждения; 5. Детское питание; 6. Гигиена труда детей и подростков; 7. Товары детского ассортимента; 8. Состояние здоровья детей и подростков в зависимости от среды обитания и условий жизнедеятельности
- 5. Гигиена и эпидемиология на транспорте: 1. Воздушный транспорт; 2. Водный транспорт; 3. Автомобильный транспорт; 4. Железнодорожный транспорт
- 6. Радиационная гигиена: 1. Ионизирующее излучение, радиационная безопасность; 2. Естественная радиоактивность; 3. Источники ионизирующего излучения в медицине; 4. Источники ионизирующего излучения в народном хозяйстве; 5. Атомная энергетика и промышленность; 6. Радиоактивные отходы

- Раздел III. Эпидемиология:

- 1. Профилактика инфекционных болезней: 1. Кишечные инфекции; 2. Инфекции дыхательных путей; 3. Инфекции крови; 4. Инфекции наружных покровов; 5. ВИЧ-инфекция; 6. Внутрибольничные инфекции; 7. Инфекции, общие для человека и животных
- 2. Профилактика паразитарных болезней
- 3. Иммунопрофилактика инфекционных болезней: 1. Вакцинопрофилактика; 2. Медицинские иммунобиологические препараты
- 4. Санитарная охрана территории
- 5. Дезинфектология (дезинфекция, дезинсекция, стерилизация)

- Раздел IV. Методы контроля:

- 1. Химические факторы
- 2. Биологические и микробиологические факторы
- 3. Физические факторы
- 4. Общие вопросы по методам контроля

- Раздел V. Государственная санитарно-эпидемиологическая служба России:

- 1. Организация Госсанэпидслужбы России.

### Некоторые примеры принятых в России правил и норм
- Санитарные правила СанПиН 2.6.1.2523-09 «Нормы радиационной безопасности» (НРБ-99/2009).
- Санитарно-эпидемиологические правила СП 3.4.2318-08 «Санитарная охрана территории Российской Федерации».
- Санитарно-эпидемиологические правила СП 3.1.7.2627-10 «Профилактика бешенства среди людей».
- Санитарные правила и нормы СанПиН 2.1.2882-11 «Гигиенические требования к размещению, устройству и содержанию кладбищ, зданий и сооружений похоронного назначения».
- Санитарно-эпидемиологические правила СП 2.2.2.1327-03 «Гигиенические требования к организации технологических процессов, производственному оборудованию и рабочему инструменту».
- Санитарно-эпидемиологические правила и нормативы СанПиН 2.1.4.1074-01 «Питьевая вода. Гигиенические требования к качеству воды централизованных систем питьевого водоснабжения. Контроль качества».
- Санитарно-эпидемиологические правила и нормативы СанПиН 2.4.7/1.1.1286-03 «Гигиенические требования к одежде для детей, подростков и взрослых».
- Санитарные правила и нормы СанПиН 2.2.4/2.1.8.582-96 «Гигиенические требования при работах с источниками воздушного и контактного ультразвука промышленного, медицинского и бытового назначения».
- Санитарные нормы СН 2.2.4/2.1.8.562-96 «Шум на рабочих местах, в помещениях жилых, общественных зданий и на территории жилой застройки».
- Гигиенические нормативы ГН 2.1.6.2658-10 «Аварийные пределы воздействия (АПВ) отравляющих веществ в атмосферном воздухе населенных мест».
- Санитарные правила и нормы СанПиН 3.3686-21 «Санитарно-эпидемиологические требования по профилактике инфекционных болезней»[7]

### Избыточность норм
По свидетельству российских предпринимателей, российские нормы избыточны и подобных норм нет «ни в одной стране мира».
По мнению министра промышленности и торговли России Дениса Мантурова, в России имеются «невыполнимые» СанПиНы, которые необходимо отменить. Министр считает, что в полном объёме нормы выполнять невозможно:
Избыточность этих правил вынуждает предпринимателей либо идти на их нарушение, либо попросту не работать. Вряд ли в России можно найти хотя бы один ресторан или магазин, который полностью отвечает всем требованиям СанПиНов.
Желание бизнеса отменять всё, что мешает зарабатывать деньги, и поддержка этого желания чиновниками, может приносить коммерческим организациям не только увеличение доходов. В специфичных российских условиях это желание проявляется тогда, когда за десятилетия сложилась тенденция регистрации ничтожно малой части последствий таких нарушений (профессиональных заболеваний).